# Hirmuste (Kõrgessaare)
Hirmuste – wieś w Estonii, w prowincji Hiuma, w gminie Kõrgessaare.
W 2012 roku wieś liczyła 15 mieszkańców; październiku 2010 i w grudniu 2009 również.